# Tomer Heymann
Tomer Heymann, in ebraico תומר הימן‎? (Kfar Yedidia, 12 ottobre 1970), è un regista, sceneggiatore e produttore cinematografico israeliano.
Considerato uno dei più importanti documentaristi israeliani, ha fondato con il fratello Barak la compagnia Heymann Brothers Films, specializzata in progetti a lungo termine con argomenti di carattere sociale e politico.
Le sue opere hanno vinto numerosi premi internazionali e partecipato a manifestazioni come il Festival di Berlino, il Festival MIX Milano, il New Horizons Film Festival, il BFI London Film Festival e lo Shanghai International Film Festival.

## Biografia
Nato nel 1970 nella moshav di Kfar Yedidia, nel Distretto Centrale di Israele, ha esordito nel 1997 con il cortometraggio Laugh Till I Cry, realizzato con Oren Yaacobovitz e incentrato sul gruppo teatrale creato da cinque ragazze affette da fibrosi cistica. Nel 2001 ha scritto e diretto il suo primo lungometraggio, It Kinda Scares Me, realizzato con il supporto della New Israeli Foundation for Cinema & TV, il network israeliano Channel 8 e la Second Authority for Television and Radio. Oltre ad aggiudicarsi l'"Oscar israeliano" come miglior documentario, è stato proiettato in festival cinematografici internazionali come l'Edinburgh International Film Festival, il Taipei Golden Horse Film Festival e il Torino International Gay & Lesbian Film Festival dove ha vinto due riconoscimenti.
A questo sono seguiti altri lavori realizzati con la Heymann Brothers Films per il cinema e la televisione, tra cui le pluripremiate serie Bridge Over the Wadi e Paper Dolls, entrambe del 2006, e lungometraggi dedicati a personalità della cultura israeliana come i musicisti Aviv Geffen (Aviv (Fucked Up Generation), 2003) e Idan Raichel (Black Over White, 2007) e il coreografo Ohad Naharin (Out of Focus, 2007).
Altre opere degne di nota includono I Shot My Love del 2010 (miglior documentario ai festival di Sibiu, Madrid, San Pietroburgo, Varsavia e Bilbao), Mr. Gaga del 2015 (premio del pubblico a Chișinău, Austin e Tirana) e Who's Gonna Love Me Now? del 2016 (premiato a Berlino e Cracovia). 
Nel 2012, Tomer e Barak Heymann sono stati ospiti d'onore del 16º Festival de Cinema Judaico di São Paulo, in cui sono stati proiettati alcuni dei documentari prodotti dalla Heymann Brothers Films.
Oltre che in alcuni dei suoi lavori, è comparso nel documentario del 2014 Les mains déliées: Looking for gay Israeli Cinema di Yannick Delhaye.

## Filmografia

### Regista e sceneggiatore
- Laugh Till I Cry (Ad Ha'chatuna Ze Yaavor) (1997) - Cortometraggio, scritto e diretto con Oren Yaacobovitz
- It Kinda Scares Me (Tomer Ve-Hasrutim) (2001)
- Aviv (Fucked Up Generation) (Aviv) (2003)
- My Village (Ha Kfar Sheli) (2006) - Cortometraggio, scritto e diretto con Barak Heymann e Erez Heymann
- Bridge Over the Wadi (2006) - Lungometraggio e serie televisiva, scritto e diretto con Barak Heymann
- Paper Dolls (Bubot Niyar) (2006) - Lungometraggio e serie televisiva
- Debut (Hofa'at Bechora) (2007) - Serie televisiva, scritto e diretto con Barak Heymann
- Out of Focus (2007)
- Cinderellas (Cinderellut) (2007) - Serie televisiva
- Black Over White (Shachor Al Lavan) (2007)
- The Way Home (2009) - Serie televisiva, scritto con Ron Goldman
- I Shot My Love (2010)
- The Queen Has No Crown (2011)
- Outsiders In Israel (Shi'ur BeKaduregel) (2012) - Diretto con Juliano Mer-Khamis, Ran Tal e Merav Demry
- Aliza (2014)
- Love Letter to Cinema, film collettivo (2014)
- Mr. Gaga (2015)
- Who's Gonna Love Me Now? (2016) - Scritto e diretto con Barak Heymann e Alexander Bodin Saphir

### Produttore
- Laugh Till I Cry (Ad Ha'chatuna Ze Yaavor) (1997) - Co-prodotto con Oren Yaacobovitz
- It Kinda Scares Me (Tomer Ve-Hasrutim) (2001) - Co-prodotto con Hagai Levi
- Aviv (Fucked Up Generation) (Aviv) (2003) - Co-prodotto con Hagai Levi
- Bridge Over the Wadi (2006) - Co-prodotto con Barak Heymann
- Paper Dolls (Bubot Niyar) (2006) - Co-prodotto con Claudia Levin e Stanley Buchte
- Dancing Alfonso, regia di Barak Heymann (2007) - Co-prodotto con Zafrir Kochanovsky, Miri Ezra e Barak Heymann
- The Way Home (2009) - Co-prodotto con Barak Heymann
- I Shot My Love (2010) - Co-prodotto con Barak Heymann e Carl-Ludwig Rettinger
- The Queen Has No Crown (2011) - Co-prodotto con Barak Heymann
- Outsiders In Israel (Shi'ur BeKaduregel) (2012) - Co-prodotto con Ran Tal e Merav Demry
- Who's Gonna Love Me Now? (2016) - Co-prodotto con Barak Heymann e Alexander Bodin Saphir

## Riconoscimenti
| Anno | Manifestazione                                              | Categoria                                                     | Risultato  | Titolo                      |
| ---- | ----------------------------------------------------------- | ------------------------------------------------------------- | ---------- | --------------------------- |
| 2001 | Israeli Academy Awards                                      | Miglior documentario                                          | vinto      | It Kinda Scares Me          |
| 2001 | Haifa International Film Festival                           | Miglior documentario                                          | vinto      | It Kinda Scares Me          |
| 2002 | Melbourne International Film Festival                       | Miglior documentario cortometraggio                           | vinto      | It Kinda Scares Me          |
| 2002 | Festival MIX Milano                                         | Miglior documentario, menzione speciale                       | vinto      | It Kinda Scares Me          |
| 2002 | Torino International Gay & Lesbian Film Festival            | Miglior documentario                                          | vinto      | It Kinda Scares Me          |
| 2002 | Torino International Gay & Lesbian Film Festival            | Premio del pubblico                                           | vinto      | It Kinda Scares Me          |
| 2002 | Israfest New York                                           | Premio del pubblico                                           | vinto      | It Kinda Scares Me          |
| 2002 | Taiwan International Documentary Festival                   | Merit Prize                                                   | vinto      | It Kinda Scares Me          |
| 2003 | Israeli Academy Award                                       | Miglior documentario                                          | nomination | Aviv (Fucked Up Generation) |
| 2006 | Festival internazionale del cinema di Berlino               | Premio Manfred Salzgeber                                      | vinto      | Paper Dolls                 |
| 2006 | Festival internazionale del cinema di Berlino               | Premio del pubblico al miglior lungometraggio (sez. Panorama) | vinto      | Paper Dolls                 |
| 2006 | Festival internazionale del cinema di Berlino               | Premio dei lettori di Siegessäule                             | vinto      | Paper Dolls                 |
| 2006 | Cinemanila International Film Festival                      | Miglior documentario                                          | vinto      | Paper Dolls                 |
| 2006 | Los Angeles Film Festival                                   | Premio del pubblico al miglior lungometraggio internazionale  | vinto      | Paper Dolls                 |
| 2006 | Pink Apple Lesbian & Gay Film Festival                      | Premio del pubblico                                           | vinto      | Paper Dolls                 |
| 2006 | Israeli Academy Award                                       | Miglior documentario                                          | nomination | Paper Dolls                 |
| 2007 | Skip City International D-Cinema Festival                   | Grand Prize                                                   | nomination | Paper Dolls                 |
| 2007 | DNA Film Festival                                           | Miglior lungometraggio                                        | vinto      | Paper Dolls                 |
| 2007 | MIX Copenhagen                                              | Miglior documentario                                          | vinto      | Paper Dolls                 |
| 2007 | Identities Queer Film Festival                              | Miglior documentario                                          | vinto      | Paper Dolls                 |
| 2007 | Identities Queer Film Festival                              | Premio del pubblico                                           | vinto      | Paper Dolls                 |
| 2007 | Torino International Gay & Lesbian Film Festival            | Premio del pubblico al miglior documentario                   | vinto      | Paper Dolls                 |
| 2007 | Contact International Documentary Film Festival             | Miglior documentario                                          | vinto      | Bridge Over the Wadi        |
| 2007 | International Film Festival Watch Docs                      | Premio del pubblico                                           | vinto      | Bridge Over the Wadi        |
| 2007 | One World Film Festival                                     | Premio del pubblico                                           | vinto      | Bridge Over the Wadi        |
| 2007 | Shanghai Television Festival                                | Asian Documentary Golden Award                                | vinto      | Bridge Over the Wadi        |
| 2007 | Verzió International Human Rights Documentary Film Festival | Premio del pubblico                                           | vinto      | Bridge Over the Wadi        |
| 2007 | The Israeli Documentary Film Competition                    | Miglior serie di documentari                                  | vinto      | Debut                       |
| 2008 | Jewish Motifs International Film Festival                   | Fenice d'argento al miglior documentario                      | vinto      | Paper Dolls                 |
| 2009 | Jerusalem Film Festival                                     | Miglior serie di documentari                                  | vinto      | The Way Home                |
| 2010 | The Israeli Documentary Film Competition                    | Miglior serie di documentari                                  | vinto      | The Way Home                |
| 2010 | Hot Docs Canadian International Documentary Festival        | Miglior mediometraggio                                        | vinto      | I Shot My Love              |
| 2010 | LesGaiCineMad                                               | Miglior regista                                               | vinto      | I Shot My Love              |
| 2010 | LesGaiCineMad                                               | Miglior documentario                                          | vinto      | I Shot My Love              |
| 2010 | Queer Lisboa – Lisbon Gay & Lesbian Film Festival           | Menzione speciale della giuria                                | vinto      | I Shot My Love              |
| 2010 | Side by Side – Lesbian and Gay International Film Festival  | Miglior documentario                                          | vinto      | I Shot My Love              |
| 2010 | Taiwan International Documentary Festival                   | Premio del pubblico                                           | vinto      | I Shot My Love              |
| 2010 | Warsaw Jewish Film Festival                                 | Miglior film                                                  | vinto      | I Shot My Love              |
| 2011 | Astra Film Festival                                         | Miglior documentario internazionale                           | vinto      | I Shot My Love              |
| 2011 | Zinegoak Film Festival                                      | Miglior documentario                                          | vinto      | I Shot My Love              |
| 2011 | Thessaloniki International LGBTQ Film Festival              | Premio del pubblico                                           | vinto      | Paper Dolls                 |
| 2012 | International Festival of Ethnological Film                 | Grand Prix                                                    | vinto      | I Shot My Love              |
| 2015 | Jerusalem Film Festival                                     | Van Leer Group Foundation Award al miglior documentario       | nomination | Mr. Gaga                    |
| 2015 | International Documentary Film Festival Amsterdam           | IDFA Audience Award                                           | nomination | Mr. Gaga                    |
| 2015 | BFI London Film Festival                                    | Grierson Award al miglior documentario                        | nomination | Mr. Gaga                    |
| 2016 | European Film Awards                                        | Miglior documentario                                          | nomination | Mr. Gaga                    |
| 2016 | South by Southwest                                          | Premio del pubblico Documentary Spotlight                     | vinto      | Mr. Gaga                    |
| 2016 | Sofia International Film Festival                           | Premio UNESCO al miglior documentario                         | vinto      | Mr. Gaga                    |
| 2016 | Aspen Filmfest                                              | Premio del pubblico al miglior documentario                   | vinto      | Mr. Gaga                    |
| 2016 | Hot Docs Canadian International Documentary Festival        | Top 20 Audience Favorites                                     | 12º posto  | Mr. Gaga                    |
| 2016 | DOK.fest Munich                                             | Viktor Award                                                  | nomination | Mr. Gaga                    |
| 2016 | Seattle International Film Festival                         | Documentary Award                                             | nomination | Mr. Gaga                    |
| 2016 | Shanghai International Film Festival                        | Golden Goblet al miglior documentario                         | nomination | Mr. Gaga                    |
| 2016 | New Horizons Film Festival                                  | Grand Prix (Films on Art International Competition)           | nomination | Mr. Gaga                    |
| 2016 | Documentary Tirana International Film Festival              | Premio del pubblico                                           | vinto      | Mr. Gaga                    |
| 2016 | International Documentary Film Festival CRONOGRAF           | Premio speciale della giuria                                  | vinto      | Mr. Gaga                    |
| 2016 | International Documentary Film Festival CRONOGRAF           | Premio del pubblico                                           | vinto      | Mr. Gaga                    |
| 2016 | Tempo Documentary Festival                                  | Premio Stefan Jarl al miglior documentario internazionale     | vinto      | Mr. Gaga                    |
| 2016 | Festival internazionale del cinema di Berlino               | Premio del pubblico al miglior documentario (sez. Panorama)   | vinto      | Who's Gonna Love Me Now?    |
| 2016 | Festival internazionale del cinema di Berlino               | Teddy Award al miglior documentario                           | nomination | Who's Gonna Love Me Now?    |
| 2016 | Kraków Film Festival                                        | Premio del pubblico, concorso internazionale                  | vinto      | Who's Gonna Love Me Now?    |
| 2016 | International Documentary Film Festival Amsterdam           | IDFA Audience Award                                           | nomination | Who's Gonna Love Me Now?    |
| 2017 | Cinema Eye Honors Awards                                    | Choice Prize                                                  | nomination | Mr. Gaga                    |